# Nimic normal

Nimic normal este al doilea album al trupei Paraziții, lansat la data de 5 aprilie 1996 Digital Record studio pe casetă, iar membrii trupei în acea vreme erau: Tenny E. (Cheloo), B-I-P (Ombladon) și DJ. I.E.S.

Pe Album se mai gasesc featuring-uri cu Kresh X (R.A.C.L.A.) / A. MUGG / Vexxatu' Vexx (Delikt) / B. Ben  

## Ordinea pieselor[4]
| Fața A |                               |         |  |
| Nr.    | Titlu                         | Lungime |  |
| 1.     | „Intro”                       | 1:09    |  |
| 2.     | „Faceți loc”                  | 3:52    |  |
| 3.     | „D. ziua lor” (Feat. Kresh X) | 3:56    |  |
| 4.     | „Oda străzii”                 | 3:54    |  |
| 5.     | „Porcărie”                    | 3:51    |  |

| Fața B          |                                         |         |  |
| Nr.             | Titlu                                   | Lungime |  |
| 6.              | „Still”                                 | 4:11    |  |
| 7.              | „Rima critică (Remix)” (Feat. A. MUGG)  | 3:09    |  |
| 8.              | „Între bare”                            | 3:37    |  |
| 9.              | „Ghetou” (Feat. B. Ben)                 | 4:09    |  |
| 10.             | „Bucureștiul negru (Remix)”             | 4:03    |  |
| 11.             | „Pace cartierului” (Feat. Vexxatu Vexx) | 5:04    |  |
| Lungime totală: | Lungime totală:                         | 40:55   |  |